# Bördeaue
Bördeaue település Németországban, azon belül Szász-Anhalt tartományban. Lakosainak száma 1765 fő (2023. december 31.).

## Népesség
A település népességének változása:
| Lakosok száma | 1879 | 1798 | 1821 | 1791 | 1788 | 1765 |
|               | 2014 | 2017 | 2019 | 2021 | 2022 | 2023 |